# 辛希雅
《辛希雅～Sincerely to You～》是日本Will公司的旗下品牌Sincere推出的成人遊戲，於2004年4月23日推出。其後由台灣未來數位公司取得中文化代理權，於2008年6月20日推出遊戲中文版，在台灣及香港地區發售。

## 故事
遊戲主角原為一名空軍飛行員，一天軍方偵測到有敵國飛機入侵領空，主角奉命前往攔截及擊墜，其間主角發現該目標為一民航客機，並向軍方本部回報，但本部並未有撤回擊墜命令，該客機隨後被空軍擊落。
在客機被空軍擊落的消息為媒體所廣泛報導後，軍隊把事件責任轉嫁到主角身上，並把主角逐出軍隊。
在數年後，一名遇事客機的倖存者被發現，為一位名為「辛希雅」的少女，她在森林過活的數年裡均由野狼所撫育，已失去了人的本性與記億，成為一名「野孩子」，其習性幾乎與狼無異。當主角獲悉這消息後，下定決心為「狼少女」辛希雅取回失去的內心，並找來當醫師的友人提供協助，使她早日重返人類社會。

## 主題歌
- OP「sincere」

歌:理多
- ED「Felicita」

歌:理多

## 外部連結
- 遊戲日文主頁sincere（日語）
- 遊戲中文主頁 （页面存档备份，存于）未來數位（繁體中文）